# Milena (Italië)
Milena is een gemeente in de Italiaanse provincie Caltanissetta (regio Sicilië) en telt 3376 inwoners (31-12-2004). De oppervlakte bedraagt 24,5 km², de bevolkingsdichtheid is 138 inwoners per km².

## Demografie
Milena telt ongeveer 1287 huishoudens. Het aantal inwoners daalde in de periode 1991-2001 met 5,4% volgens cijfers uit de tienjaarlijkse volkstellingen van ISTAT.
| Jaar | Inwoneraantal |
| ---- | ------------- |
| 1991 | 3644          |
| 2001 | 3446          |

## Geografie
De gemeente ligt op ongeveer 423 m boven zeeniveau.
Milena grenst aan de volgende gemeenten: Bompensiere, Campofranco, Grotte (AG), Racalmuto (AG), Sutera.
Milena ligt op de eeuwenoude route Magna Via Francigena.